# Tipula apollyon
Tipula apollyon är en tvåvingeart som beskrevs av Alexander 1951. Tipula apollyon ingår i släktet Tipula och familjen storharkrankar.
Artens utbredningsområde är Bolivia. Inga underarter finns listade i Catalogue of Life.